# The Art of Unix Programming
The Art of Unix Programming é o título de um livro escrito por Eric Raymond sobre a história e a cultura da programação para sistemas operacionais Unix. O livro foi publicado pela Addison-Wesley em 17 de setembro de 2003 (ISBN 0-13-142901-9) e pode ser encontrado gratuitamente na Internet.

## Contribuições
O livro recebeu muitas contribuições, citações e comentários de gurus do Unix. Dentre eles:
- Ken Arnold (autor da biblioteca curses e do jogo para computadores Rogue)
- Steve Bellovin
- Stuart Feldman
- Jim Gettys
- Stephen C. Johnson
- Brian Kernighan
- David Korn
- Mike Lesk
- Doug McIlroy
- Marshall Kirk McKusick
- Keith Packard
- Henry Spencer